# Newport News Shipbuilding
Newport News Shipbuilding je americká loděnice založená roku 1886 ve městě Newport News ve státě Virginie. Loděnice je součástí amerického koncernu Huntington Ingalls Industries. Představuje největšího dodavatele plavidel pro americké námořnictvo. Zaměstnává více než 25 000 osob. Je jediným americkým výrobcem letadlových lodí a jedním ze dvou amerických výrobců jaderných ponorek (společně s General Dynamics Electric Boat).

## Historie

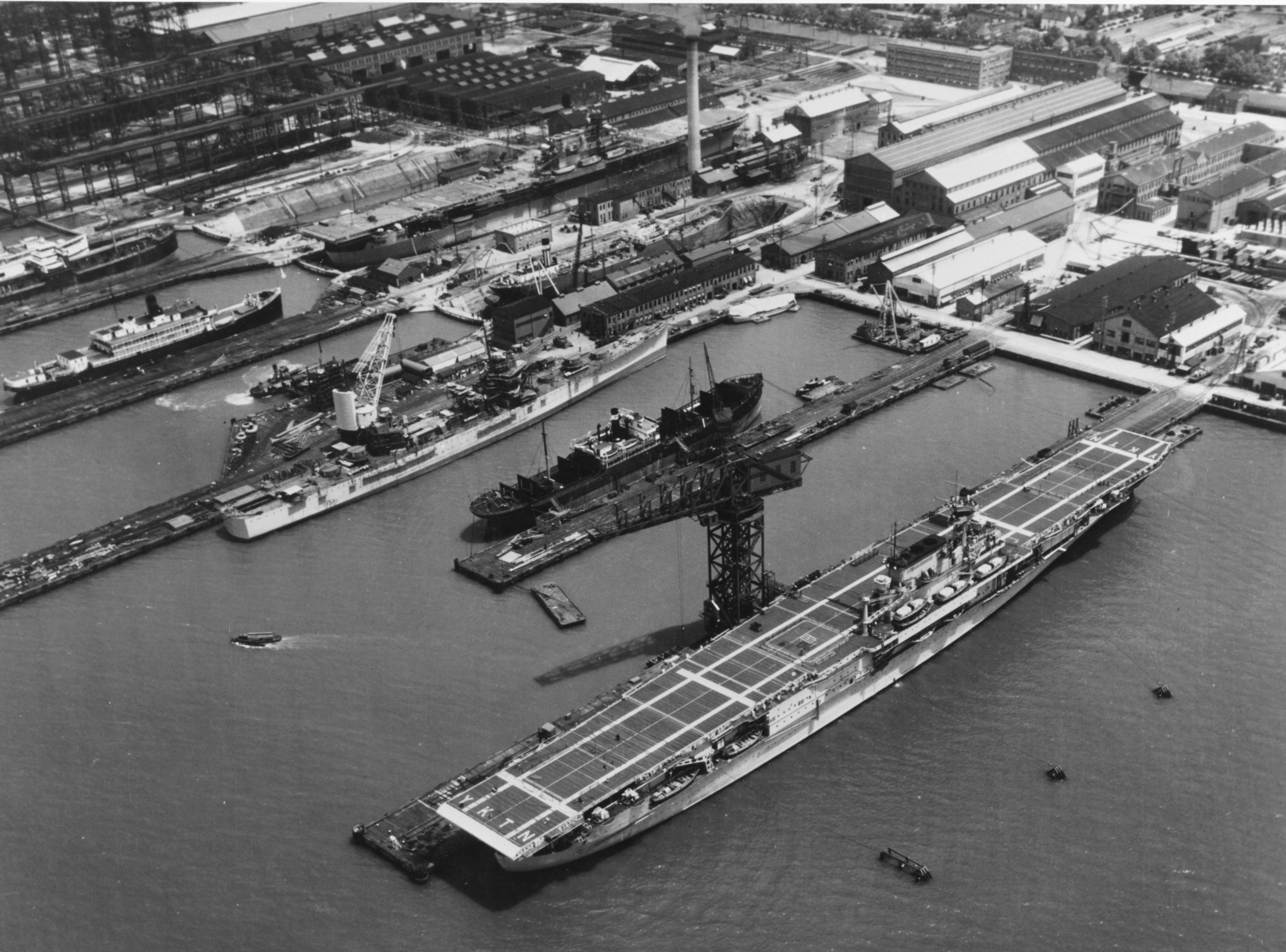
Letadlové lodě USS Yorktown (CV-5) a USS Enterprise (CV-6) s křižníkem USS Boise (CL-47) v roce 1937

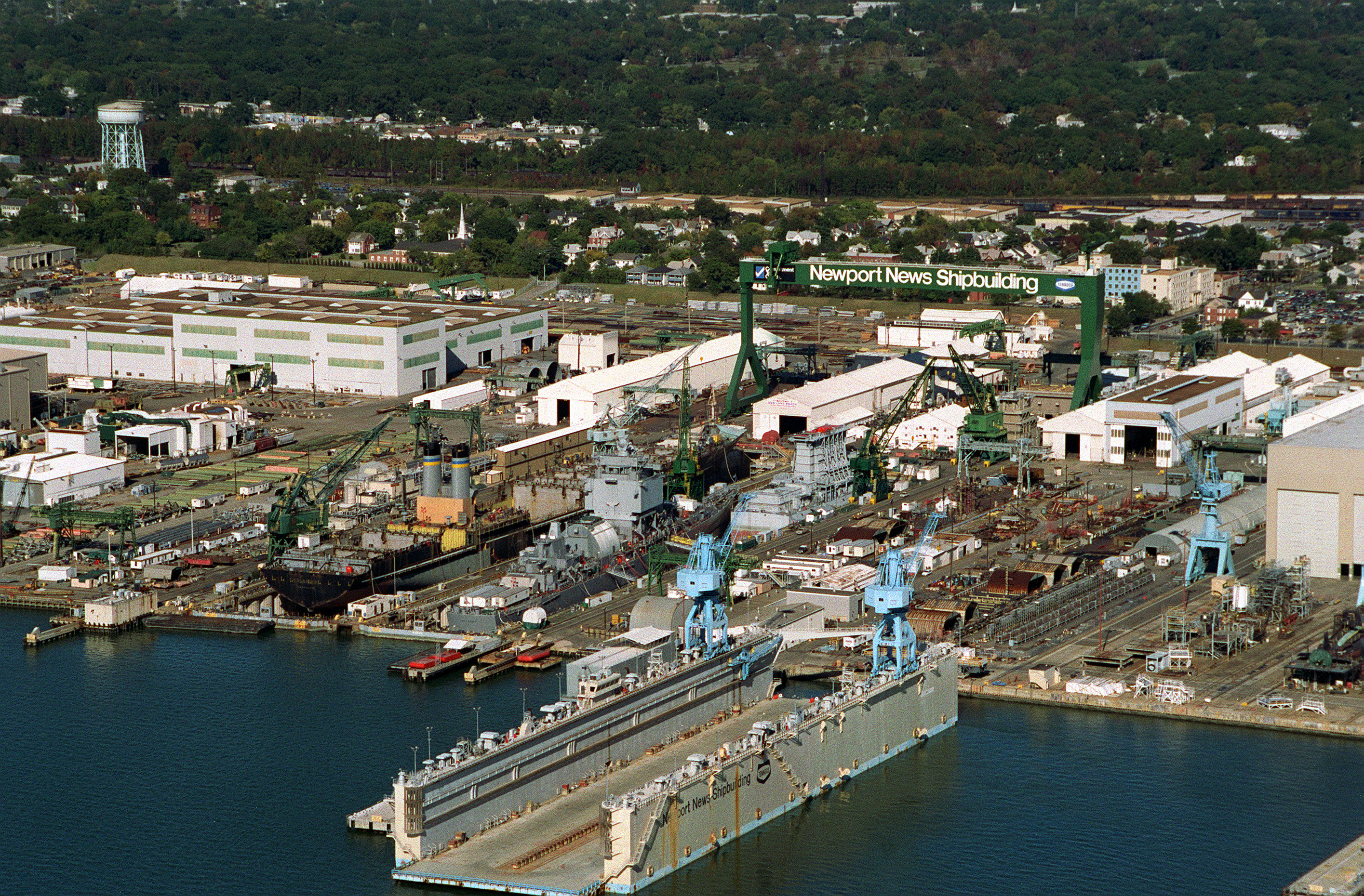
Newport News Shipbuilding v roce 1994. Jasně je patrná krabicovitá nástavba křižníku s jaderným pohonem USS Long Beach (CGN-9).

Roku 1886 založil Collis Potter Huntington (1821–1900) loděnici Chesapeake Dry Dock & Construction Company. V roce 1891 loděnice dokončila první plavidlo, malý remorkér Dorothy, který byl zachován jako muzejní loď. O dekádu později už loděnice stavěla svou bitevní loď USS Kearsarge (BB-5). Nakonec loděnice postavila sedm z prvních šestnácti amerických bitevních lodí.
V době druhé světové války byla loděnice se státní pomocí rozšířena a zaměstnávala až 35 000 osob. Navíc ve Wilmingtonu v Severní Karolíně vytvořila válečnou loděnici North Carolina Shipbuilding Company, která stavěla nákladní lodě (celkem 243 kusů). Za války tak loděnice a její pobočka v Severní Karolíně opravovaly a stavěly širokou škálu lodí, od menších plavidel a nákladních lodí, po bitevní a letadlové lodě.
V roce 1968 loděnici získala společnost Tenneco. V roce 1996 byla loděnice vyčleněna ze společnosti Tenneco jako samostatná společnost a její akcie byly obchodovány na burze. V roce 1998 se ji pokusila koupit společnost General Dynamics a v roce 1999 společnost Litton Industries. General Dynamics se o to pokusila znovu v roce 2001, ale byla poražena společností Northrop Grumman, která uzavřela obchod v prosinci 2001. V lednu 2008 byla loděnice v Newport News začleněna do společnosti Northrop Grumman Ship Systems, tvořenou dále loděnicemi Ingalls Shipbuilding a Avondale Shipyard. V březnu 2011 se společnost Northrop Grumman Ship Systems oddělila jako Huntington Ingalls Industries a proběhla reorganizace, přičemž loděnice Newport News a Ingalls získaly zpět své staré názvy a loděnice Avondale Shipyard byla uzavřena.
V roce 2018 loděnice získala zakázku na výboru komponent pro raketonosné ponorky třídy Columbia. Zajišťuje též modernizaci a výměnu jaderného paliva pro letadlové lodě třídy Nimitz (Refueling and Complex Overhaul – RCOH) a stavbu letadlových lodí třídy Gerald R. Ford a jaderných útočných ponorek třídy Virginia.

## Plavidla (výběr)

### Letadlové lodě
- Třída Gerald R. Ford (1 ks, 3 ks ve stavbě, další plánovány)
- Třída Nimitz (10 ks)
- USS John F. Kennedy (CV-67)
- USS Enterprise (CVN-65)
- Třída Kitty Hawk (1 ks)
- Třída Forrestal (2 ks)
- USS United States (CVA-58) (stavba zrušena)
- Třída Midway (2 ks)
- Třída Essex (9 ks, 1 ks stavba zrušena)
- Třída Yorktown (3 ks)
- USS Ranger (CV-4)

### Ponorky
- Třída Virginia (10 ks, další ve stavbě)
- Třída Los Angeles (29 ks) – útočná
- Třída Benjamin Franklin (4 ks) – raketonosná
- Třída James Madison (4 ks) – raketonosná
- Třída Lafayette (2 ks) – raketonosná
- Třída Ethan Allen (3 ks) – raketonosná
- Třída Skipjack (1 ks) – útočná
- Třída George Washington (1 ks) – raketonosná
- Třída G (2 ks)

### Bitevní lodě
- Třída South Dakota (1 ks)

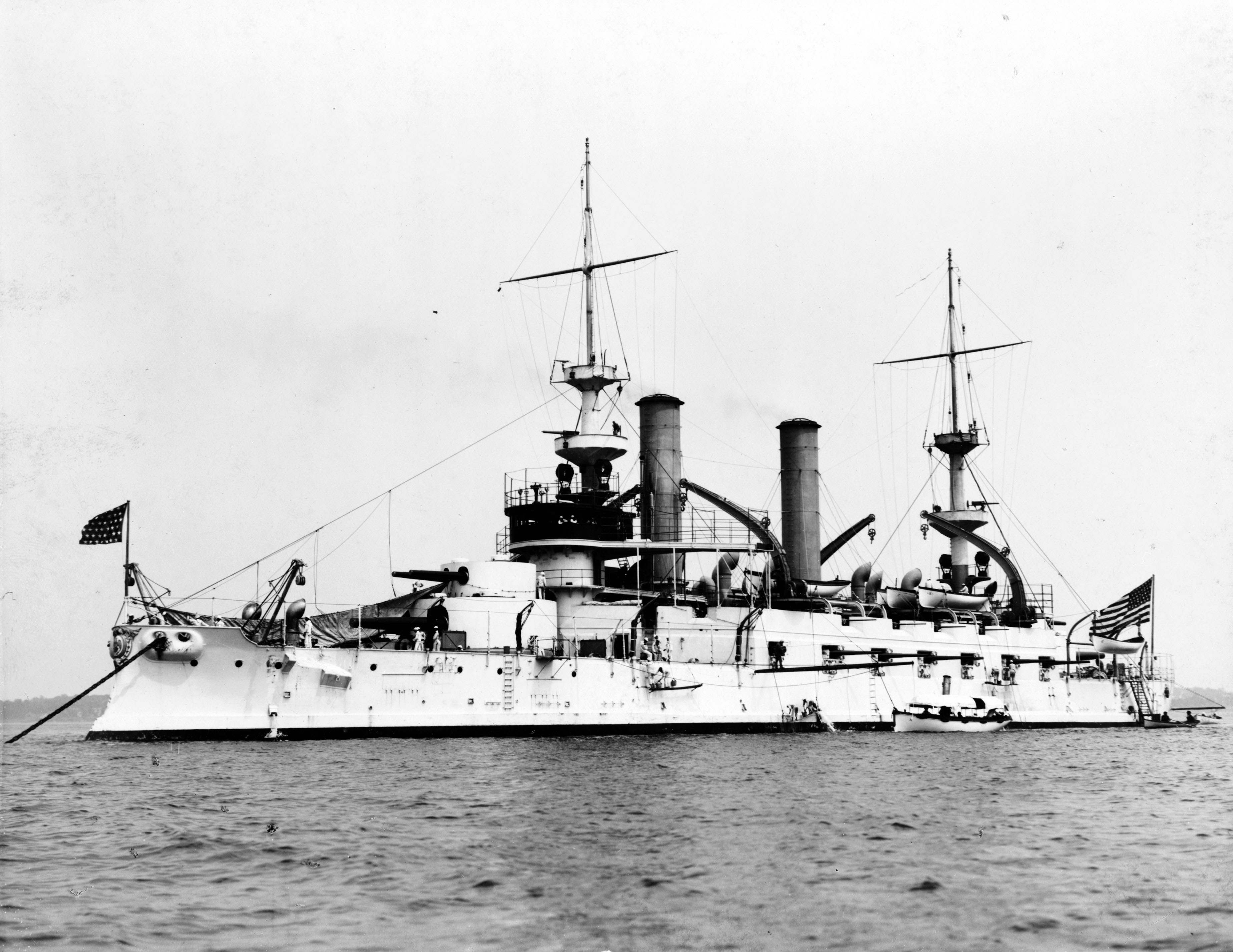
USS Kearsarge (BB-5) byla první bitevní loď postavená loděnicí Newport News Shipbuilding

- Třída South Dakota (1 ks, stavba zrušena)
- Třída Colorado (2 ks)
- Třída New Mexico (1 ks)
- Třída Pennsylvania (1 ks)
- Třída New York (1 ks)
- Třída Delaware (1 ks)
- Třída Connecticut (1 ks)
- Třída Virginia (1 ks)
- Třída Illinois (1 ks)
- Třída Kearsarge (2 ks)

### Křižníky
- Třída Virginia (4 ks)
- Třída California (2 ks)

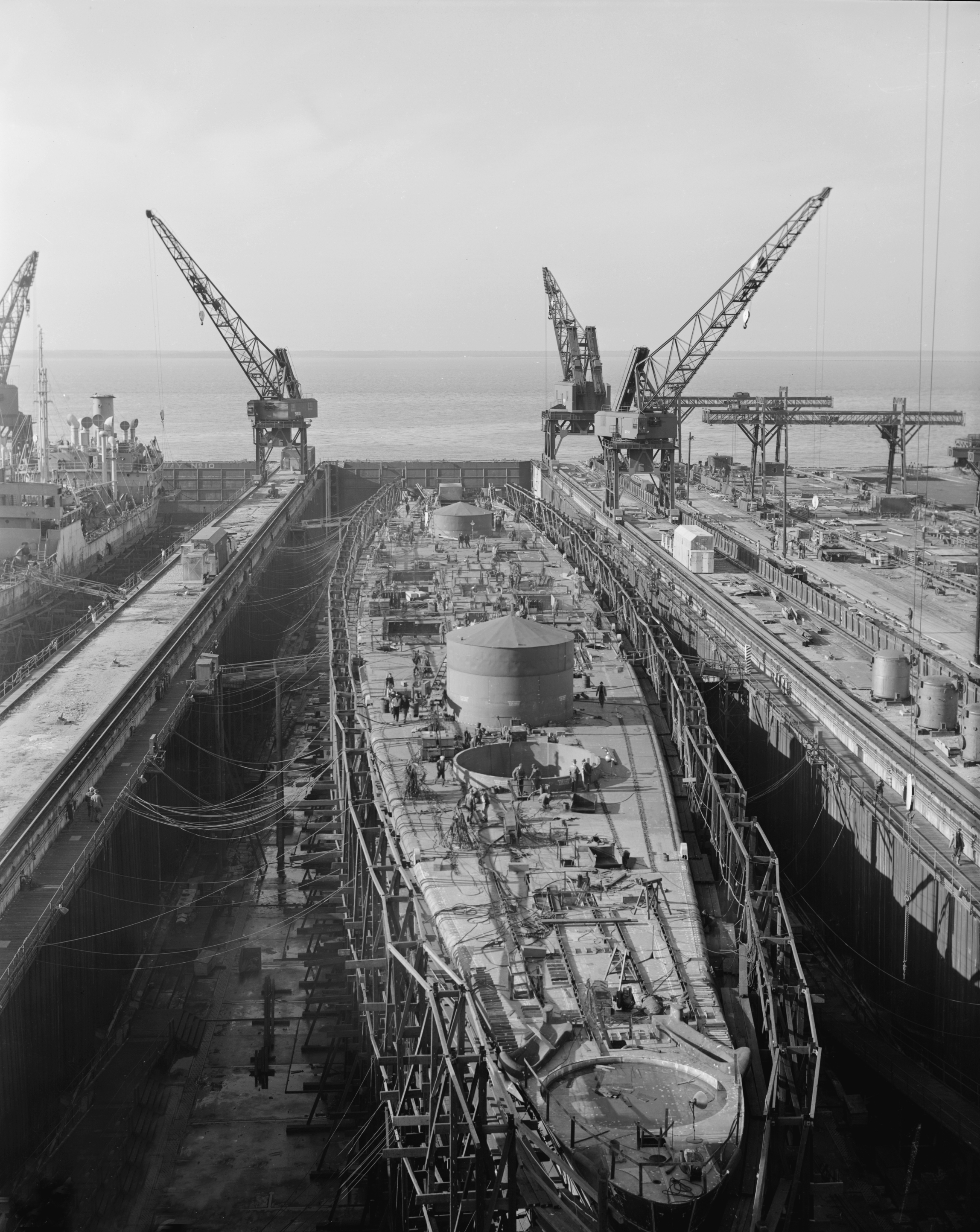
Rozestavěný těžký křižník USS Newport News (CA-148)

- Třída Des Moines (1 ks, 1 ks stavba zrušena)
- Třída Fargo (3 ks, stavba zrušena)
- Třída Cleveland (8 ks)
- Třída St. Louis (1 ks)
- Třída Brooklyn (1 ks)
- Třída Northampton (2 ks)
- Třída Lexington (2 ks, stavba zrušena, sešrotovány)
- Třída Tennessee (2 ks)
- Třída Pennsylvania (2 ks)

### Torpédoborce
- Třída Sims (2 ks)
- Třída Clemson (14 ks)
- Třída Wickes (11 ks)
- Třída Paulding (4 ks)

### Ostatní

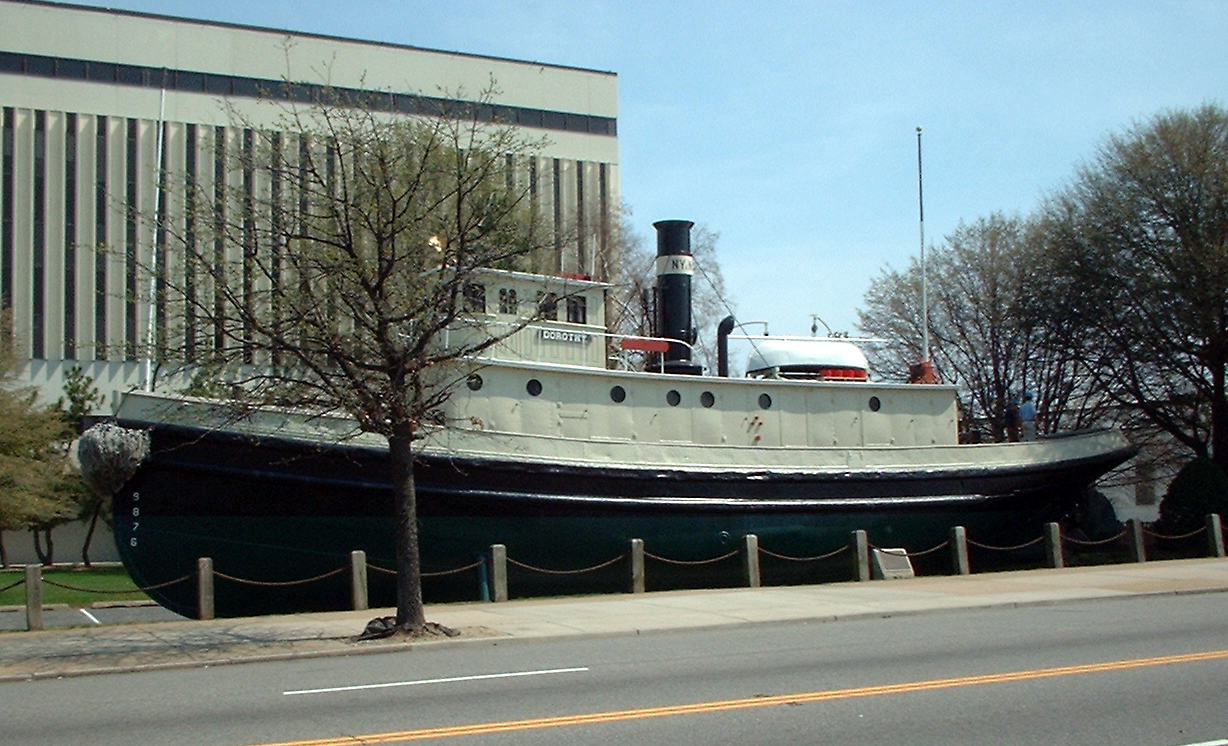
Dorothy – první plavidlo postavené loděnicí Chesapeake Dry Dock & Construction Company

- Třída Blue Ridge (1 ks) – velitelská loď
- Třída Charleston (5 ks) – nákladní výsadková loď
- Třída De Soto County (2 ks) – tanková výsadková loď
- Třída LST-1 (18 ks) – tanková výsadková loď
- Třída Casa Grande (7 ks) – výsadkové dokové lodě
- USS Cyclops (AC-4) – nákladní loď třídy Proteus
- USCGC Seneca – kutr pobřežní stráže
- Třída Arkansas – monitor USS Arkansas (BM-7)
- Třída Wilmington (2 ks) – dělový člun
- USS Nashville (PG-7) – dělový člun
- Dorothy – remorkér, první loď postavená touto loděnicí